# Église Saint-André de Lille
Pour les articles homonymes, voir Église Saint-André.
L'église Saint-André de Lille est une église située rue Royale à Lille, dans le quartier du Vieux-Lille. Sa construction s'est étalée du XVIIIe au XIXe siècle grâce à la contribution de trois architectes, Thomas-Joseph Gombert, François-Joseph Gombert et Louis Marie Cordonnier. Elle a été classée monument historique par arrêté du 17 octobre 1949.

## Histoire

### Première église Saint-André
La paroisse Saint-André fondée en 1233 et son église étaient à l'extérieur de l'enceinte de la ville autour de la route d'Ypres 
(actuelle rue Saint-André) dans le prolongement de la voie principale du castrum, ancienne rue Saint-Pierre actuelles rues de la Monnaie et de la Collégiale passant par la porte Saint-Pierre.
Une partie de la paroisse est englobée dans le territoire de l'agrandissement de Lille  en 1670 à l'intérieur de la nouvelle enceinte construite par Vauban (la partie extérieure est à l'origine de la ville de Saint-André-lez-Lille). L'église Saint-André était à l'extrémité du nouveau quartier à proximité du rempart entre les actuelles rues Saint-André et du rempart. 
Cette église paroissiale, endommagée par des obus lors du siège de 1708 par l'armée impériale, est détruite en 1784.

### Église actuelle
L'ancienne église paroissiale est remplacée par l'actuelle église qui était à l'origine la chapelle du couvent des Grands Carmes. 
Les religieux avaient fait appel à l'architecte Thomas-Joseph Gombert. Les travaux qu'il engage durent de 1701 à 1724, puis reprennent de 1753 à 1758 sous la direction de son neveu, François-Joseph Gombert. Le campanile, situé près du chœur, est érigé en 1756.
La tour-clocher, en façade, est rajoutée par l'architecte Louis Marie Cordonnier en 1887.
Le reclusoir de Jeanne de Cambry, sœur de Pierre de Cambry, était adossé à l'église Saint-André de Lille.
Victor Delannoy (1824-1905), futur évêque de La Réunion et d'Aire et Dax y a été curé et archiprêtre-doyen, ainsi que son successeur Désiré-Joseph Dennel (1822-1891, dont on peut admirer le cénotaphe installé en 1892), futur évêque de Beauvais, puis d'Arras.

## Description

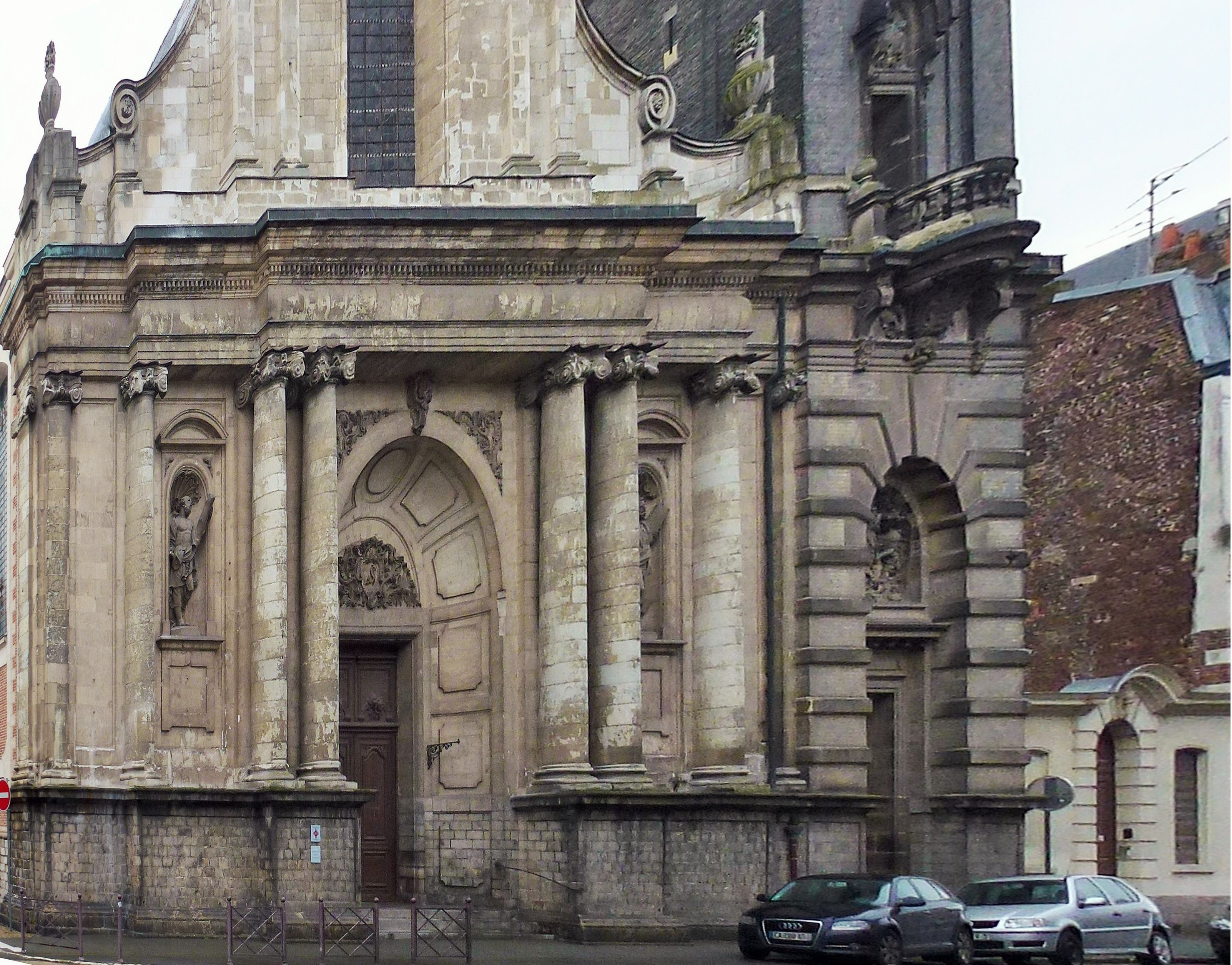
Lille, Église Saint-André, Rue Royale (PA00107577)

La façade de l'église est en pierre de taille calcaire. On peut observer deux ordres superposés: ionique et corinthien. Elle porte deux statues, représentant saint Pierre et saint André, sculptées par Jules-Victor Heyde en 1889.
La tour-clocher est en brique et en pierre avec un dôme en métal au sommet. Les murs latéraux sont en brique et la toiture en ardoise.

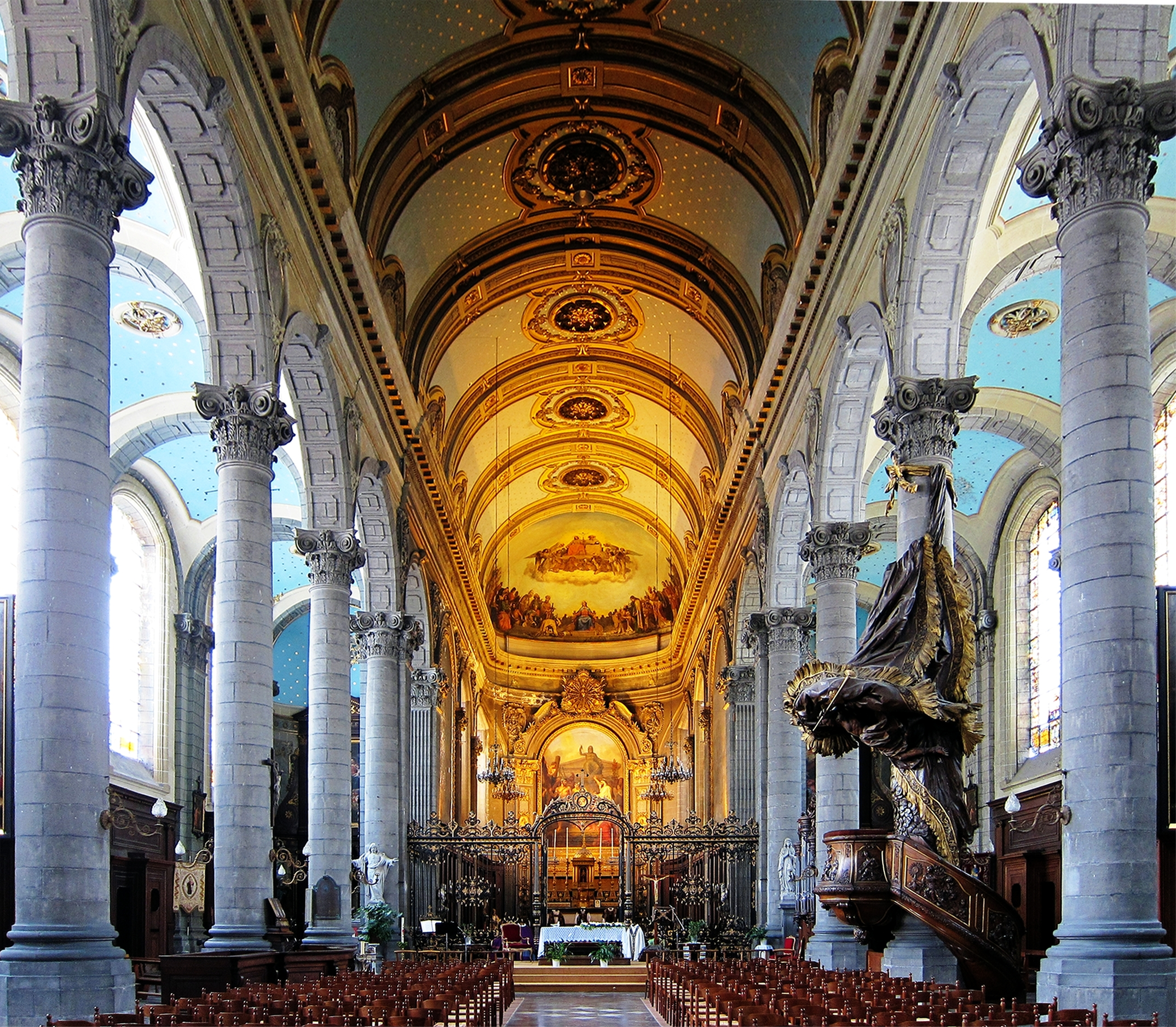
Vue depuis l'entrée de l'intérieur de l'église Saint-André

L'église, de plan allongé à trois vaisseaux, sans transept, mesure 71 mètres de long sur 23,5 mètres de large pour une hauteur de voûte de 28 mètres. Elle est formée par :
- une nef de six travées, séparée des bas-côtés par deux rangées de colonnes en pierre d'Ecaussine,
- un chœur de trois travées,
- et des bas-côtés terminés par une absidiole.

## Mobilier

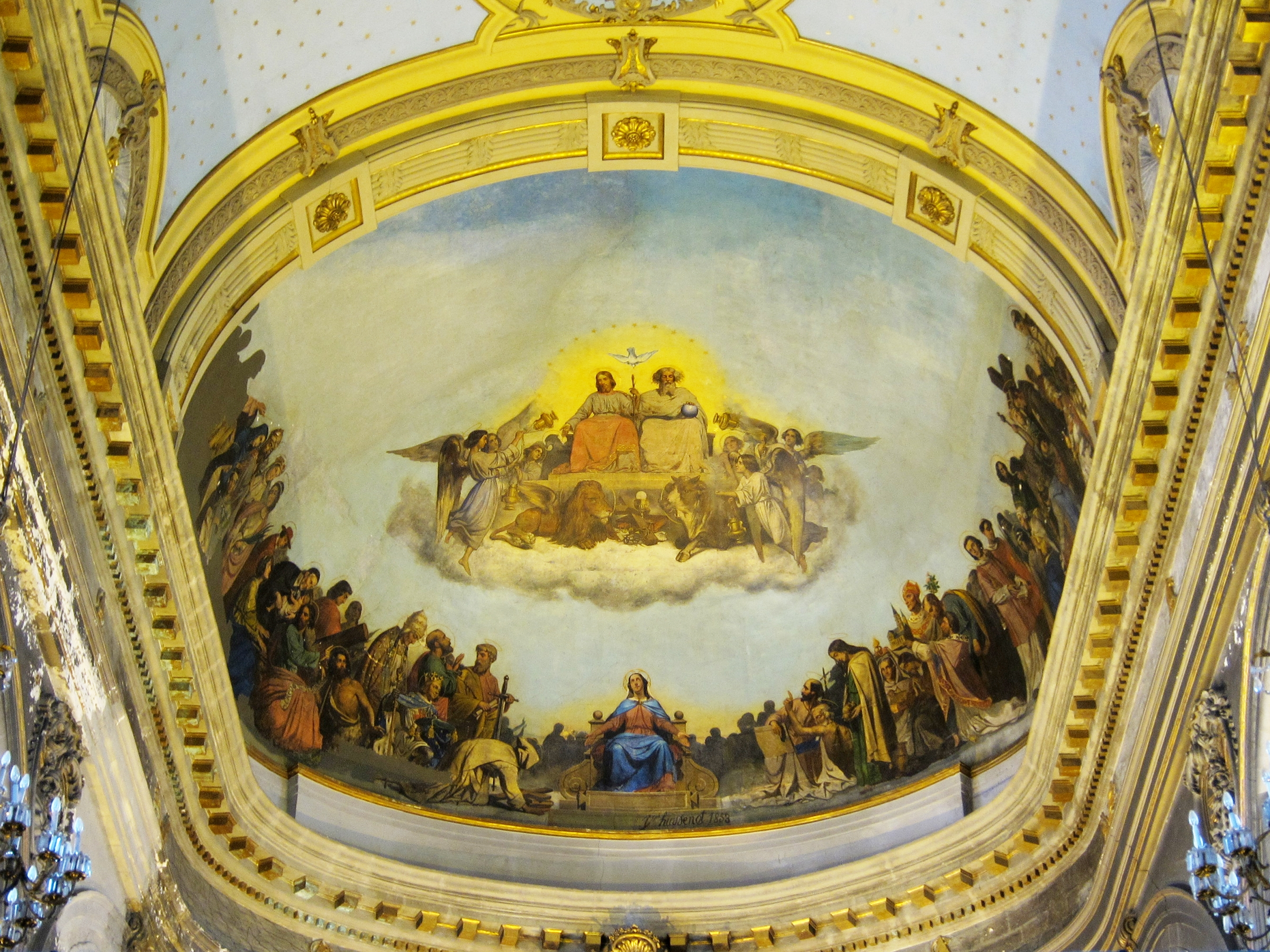
Fresque de l'extrémité de la voute, de Joseph Hussenot

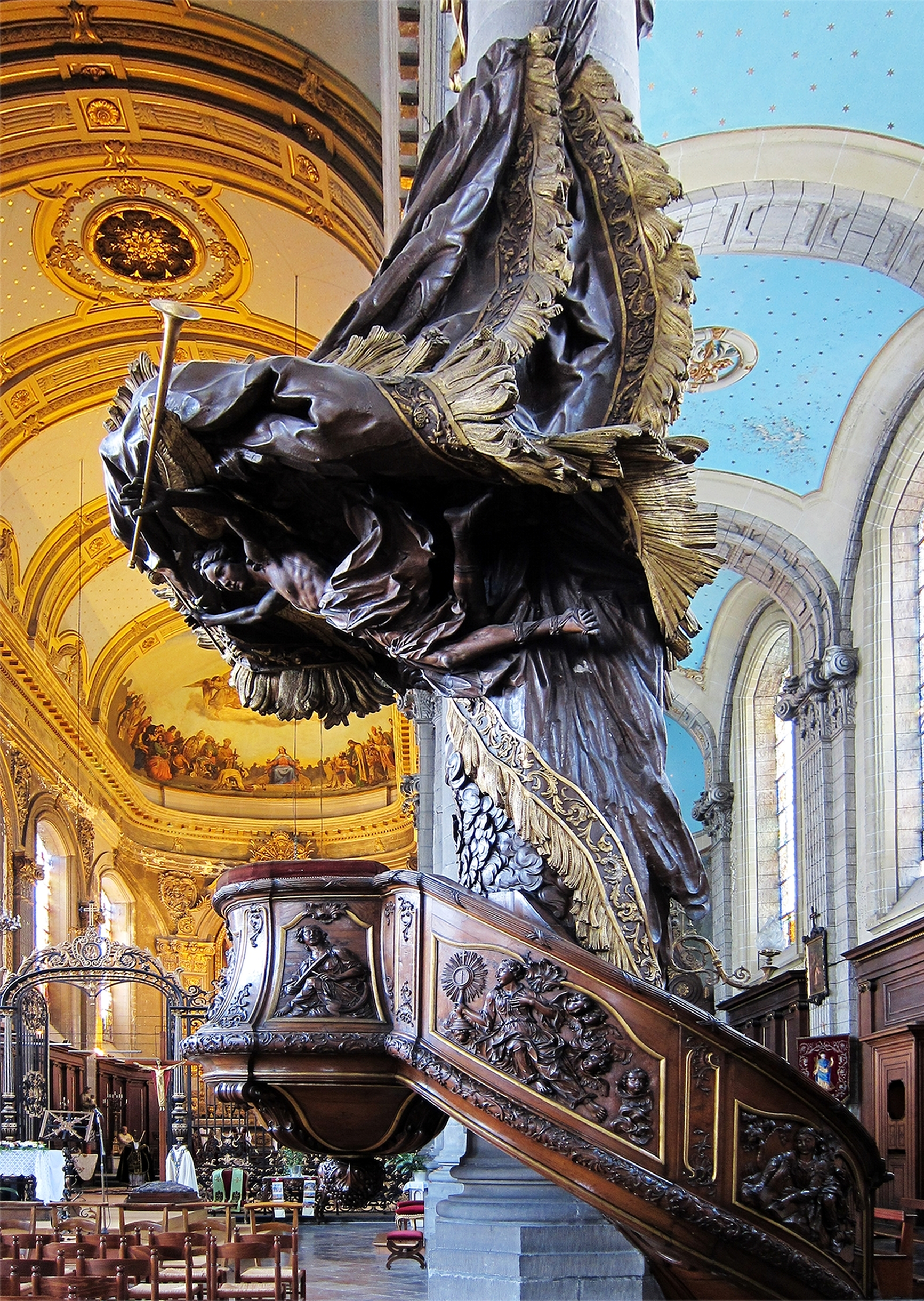
Détail de la chaire à prêcher

On peut y contempler de nombreux tableaux dont La guérison du paralytique et l'Annonciation de Arnould de Vuez. De part et d'autre de la porte principale, se trouvent deux tableaux de Otto Van Veen : à gauche, L'Adoration des mages et à droite, La présentation de l'enfant Jésus au temple. On peut également voir L’Enfant Jésus tendant les bras à la croix offerte par le Père de Jacques Van Oost dit le Jeune, Le Martyre de saint André réalisé par Guillaume Descamps et La Vanité de Franciscus Gysbrechts ou Cornelis Norbertus Gysbrechts. L'extrémité de la voute en berceau, terminée en cul-de-four, porte une fresque de Joseph Hussenot, L'extase des saints devant la Sainte Trinité, réalisée en 1853.
Le chœur porte une grille en fer forgé posée en 1844. Les vitraux du chœur ont été réalisés par Charles Gaudelet d'après des dessins de Joseph Hussenot. Les boiseries murales sont l'œuvre du menuisier Charles Buisine-Rigot et du sculpteur Félix Huidiez.
À gauche du chœur, la chapelle de la Sainte-Vierge rappelle l'origine de l'église, initialement consacrée à Notre-Dame du Mont-Carmel. Le retable comprend notamment une grande peinture de Jacques Van Oost dit le Jeune, La remise du scapulaire à Saint-Simon Stock. Le blason des Carmes est représenté sur le mur, au-dessus du tableau. Les lambris de la chapelle portent également quatre tableaux d'Alphonse Colas représentant la vie de la Vierge réalisés en 1850.
À l'intérieur, en se tournant vers la porte principale, on peut voir un A et un S entrelacés en l'honneur de saint André et au-dessus, le grand orgue. Le buffet de cet instrument, sculpté en 1844, provient de l'abbaye de Loos. Le grand orgue comporte 36 jeux répartis sur 3 claviers et un pédalier tandis que l'orgue de chœur comporte un seul clavier et un pédalier. Ces deux instruments ont été construits par la manufacture Merklin-Schütze, respectivement en 1864 et 1855.
La chaire à prêcher est en bois de chêne taillé avec un décor en demi-relief sculpté en 1768 par Jean-Baptiste Danezan. C'est un véritable petit bijou : les drapés d'une tapisserie suspendue dominent un ange tenant à la main droite une croix et dans la main gauche une trompette. C'est l’ange de la Vérité qui soulève le voile de l’erreur pour révéler les Vertus théologales représentées sur la cuve : la Foi (symbolisée par la croix), l’Espérance (tenant l’ancre) et la Charité (une femme allaitant deux enfants). La rampe de l'escalier de la chaire comporte une allégorie de la Vérité naturelle (un érudit qui compulse un livre ouvert sur une souche desséchée) et une représentation du Triomphe de la Foi (une femme qui tient un ostensoir entourée de têtes d'anges).

## Personnalités
Dans cette église, furent baptisés :
- le général Faidherbe, en 1818 ;
- le cardinal Liénart, en 1884 ;
- le général de Gaulle, le 22 novembre 1890.

On y a également célébré les obsèques nationales du général François de Négrier en 1848.